# Xylopsocus ritsemai
Xylopsocus ritsemai är en skalbaggsart som beskrevs av Pierre Lesne 1906. Xylopsocus ritsemai ingår i släktet Xylopsocus och familjen kapuschongbaggar. Inga underarter finns listade i Catalogue of Life.